# Apple River (Wisconsin)
Apple River es un pueblo ubicado en el condado de Polk en el estado estadounidense de Wisconsin. En el Censo de 2010 tenía una población de 1.146 habitantes y una densidad poblacional de 12,29 personas por km².

## Geografía
Apple River se encuentra ubicado en las coordenadas 45°26′3″N 92°20′8″O / 45.43417, -92.33556. Según la Oficina del Censo de los Estados Unidos, Apple River tiene una superficie total de 93.21 km², de la cual 87.25 km² corresponden a tierra firme y (6.39%) 5.96 km² es agua.

## Demografía
Según el censo de 2010, había 1.146 personas residiendo en Apple River. La densidad de población era de 12,29 hab./km². De los 1.146 habitantes, Apple River estaba compuesto por el 96.68% blancos, el 0.17% eran afroamericanos, el 1.22% eran amerindios, el 0.09% eran asiáticos, el 0% eran isleños del Pacífico, el 0.44% eran de otras razas y el 1.4% pertenecían a dos o más razas. Del total de la población el 0.79% eran hispanos o latinos de cualquier raza.